# Annie Fargue
Pour les articles homonymes, voir Fargue.
Annie Fargue, nom de scène d'Henriette Goldfarb, née le 15 avril 1934 à Etterbeek, Belgique, et morte le 4 mars 2011 à Neuilly-sur-Seine, est une actrice et productrice française.

## Biographie
Née en Belgique, Annie Fargue fuit son pays avec sa famille avant l'occupation nazie. Elle veut devenir actrice, sa mère s'y refuse, mais change d'avis quand elle est acceptée à l’École de la rue Blanche.
Elle suit pendant deux ans les cours d’art dramatique de la rue Blanche. Elle entre au Conservatoire de Paris à seize ans. Henri Rollan est son professeur. Elle joue à la Comédie-Française et au TNP où elle reste six mois, Gérard Philipe et Henri Pichette lui donnent son nom d’artiste, Fargue. Elle obtient, en 1953, le prix de la Critique Lucien-Descaves au Conservatoire, et elle est, à dix-neuf ans, la plus jeune comédienne à avoir reçu un prix du conservatoire.
En 1954, elle rencontre Dirk Sanders, un jeune danseur de la compagnie Maurice Béjart, considéré comme l’un des plus prometteurs. Elle le suit à New York et l’épouse en août 1958. Joshua Logan, un producteur de Broadway, découvre Annie Fargue dans le rôle principal de la pièce d’André Roussin, Ame-Stram-Grame, et l’oblige à prendre des cours d'anglais.
Annie Fargue joue au théâtre, à Broadway, Le Petit Monde de Suzie Wong, avec William Shatner.
Le producteur Jess Oppenheimer, sur la recommandation de Robert Lewine, de la CBS la fait signer un contrat pour jouer dans la série Angel, et l’engage directement, sans même lui faire faire d’essais.
Elle donne naissance à une fille, Leslie, peu avant le début du tournage d’Angel en avril 1960.
Dans Angel, Annie Fargue joue Smith Angélique, la femme française écervelée de l’architecte américain John Smith, joué par Marshall Thompson. La série filmée aux studios Desilu, produite par Jess Oppenheimer et Edward H. Feldman, a duré trente-trois épisodes.
Annie est nommée « la nouvelle star la plus prometteuse dans une comédie de situation » en 1961 pour la série de CBS Angel (en).
Au milieu des années 1960, Annie Fargue se sépare de Dirk et retourne en France.
De retour en France, forte de son expérience américaine, elle devient une grande productrice de comédies musicales françaises. Elle produit Hair, Godspell, Oh! Calcutta!, Jesus Christ Superstar,,. Annie Fargue produit également un film de John Huston, À nous la victoire.
En 1972, elle rencontre Michel Polnareff, dont elle partage la vie pendant plus de vingt ans, devient son agent et son amie, jusqu’à sa mort en 2011.

## Filmographie

### Cinéma
- 1954 : L'affaire Maurizius, de Julien Duvivier : Mélita Bobike
- 1955 : M'sieur la Caille, de André Pergament : La puce
- 1965 : Fragilité, ton nom est femme de Nadine Trintignant (Court-circuit) :
- 1966 : La guerre est finie, d'Alain Resnais : Agnès
- 1967 : Mon amour, mon amour, de Nadine Trintignant : Jeanne
- 1968 : La prisonnière de Henri-Georges Clouzot
- 1968 : Je t'aime, je t'aime d'Alain Resnais : Agnès de Smet.

### Productrice
- 1981 : À nous la victoire, John Huston

### Télévision
- 1956 : Le revizor ou L'inspecteur général (téléfilm) : Maria
- 1960-1961 : Angel (série télévisée) : Angel Smith / Angel
- 1962 : L'Homme à la carabine (The Rifleman) (série télévisée) : Jennifer Morrison
- 1962 : Aventures dans les îles (Adventures In Paradise) (série télévisée) : Suzanne
- 1963 : The Third Man (série télévisée) : Susie
- 1964 : Kraft Suspense Theatre (série télévisée) : Yvette Duval
- 1964 : Perry Mason (série télévisée) : Marie Claudet
- 1966 : Le train bleu s'arrête 13 fois (série télévisée) : Simone
- 1967 : L'amateur ou S.O.S. Fernand (série télévisée)
- 1967 : Les Cinq Dernières Minutes de Claude Loursais (série télévisée) : Jacky
- 1967 : Malican père et fils (série télévisée) : Nicole.

## Théâtre

### Comédienne
- 1952 : La Jeune Madragor, mis en scène par Gérard Philipe, Théâtre national populaire
- 1952 : Nucléa, de Henri Pichette mis en scène par Jean Vilar et Gérard Philipe, Théâtre national populaire
- 1953 : Sud, de Julie Green mis en scène par Jean Mercure, (Théâtre de l’Athénée)
- 1954 : Les Petites Filles modèles, mis en scène par Jean-Pierre Grenier (Théâtre des Quatre Saisons)
- 1955 : Andréa ou la Fiancée du Matin, mis en scène par Sacha Pitoëff, (Théâtre d’ l’Œuvre)
- 1955 : Juanito le Séducteur Ingénu, de Pierre Humblot mis en scène par Louis Ducreux
- 1956 : Chaud et froid, de et mis en scène par Crommelynck, (Théâtre d’ l’Œuvre)
- 1956 : Patate, de Marcel Achard, (Théâtre Saint Georges)
- 1957 : L’histoire de Vasco, Compagnie Jean-Louis Barrault, (Théâtre Sarah Bernhardt)
- 1957 : Monsieur de France, de Jacques François, mis en scène par Christiant Gérard, (Théâtre des Bouffes Parisiennes)
- 1958 : Am-Stram-Gram, d’André Roussin, (Théâtre des Nouveautés)
- 1959 : Le Petit Monde de Suzie Wong, de Paul Osborn mis en scène par Joshua Logan, (Broadhurst Theater)
- 1966 : Témoignage Irrecevable, de John Osborne, mis en scène par Claude Régy (Théâtre des Mathurins)
- 1967 : L’Anniversaire, de Harold Pinter mis en scène par Claude Régy, (Théâtre Antoine)
- 1967 : Au Petit Bonheur, de Marc Gilbert Sauvageon, mis en scène par Pierre Sabbagh, Théâtre Marigny.

### Productrice
- 1969 : Hair, théâtre de la Porte-Saint-Martin
- 1971 : Oh! Calcutta!, Élysée Montmartre
- 1972 : Godspell, théâtre de la Porte-Saint-Martin
- 1973 : Jesus Christ Superstar, TNP (Théâtre national populaire)
- 1982 : Rock 'N Roll! The First 5,000 Years, St. James Theatre.